# السينما في جنوب شرق آسيا

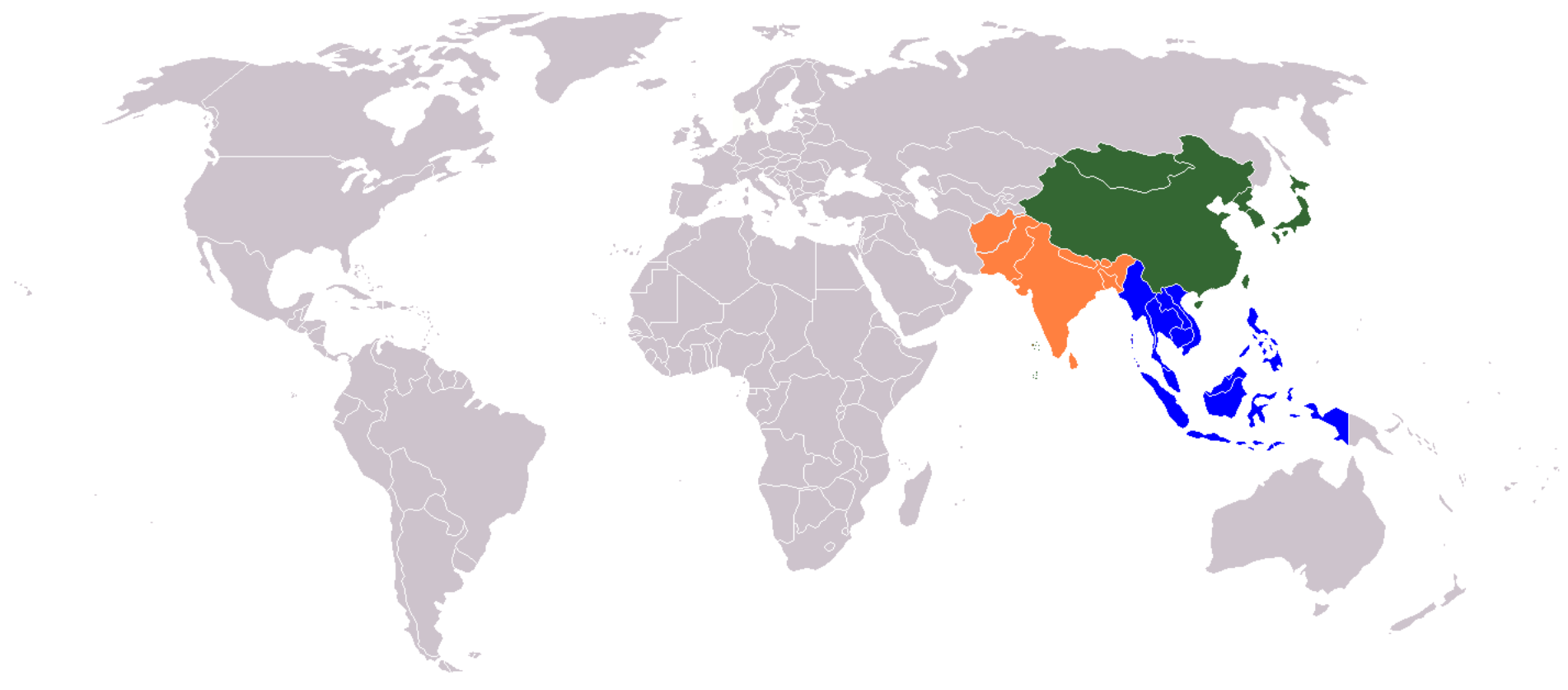

تشير سينما جنوب شرق آسيا إلى صناعة السينما، بما فيها من إنتاج وإخراج للأفلام في جنوب شرق آسيا أو من قبل مواطنيها. وتشمل الأفلام المنتجة في بورما، بروناي، كمبوديا، اندونيسيا، لاوس، ماليزيا، الفلبين، سنغافورة، تايلاند، تيمور الشرقية و فيتنام.